# Kings of Grind
Kings Of Grind — дебютный и единственный альбом российского грайндкор-коллектива Necrobass, изданный лейблом Not Like Most Records в 2004 году. В основном релиз получил положительные отзывы критиков: они отмечают отличное качество звучания альбома.

## Обзор
Коллектив сформировался в 2000/2001 году и задумывался как насмешка над грайндкором.
Альбом содержит пятнадцать «мясных» и очень коротких композиций (от одной до трёх минут), что типично для грайндкора, а каждая нота кажется «вылизанной».
Тексты песен наполнены юмором и напоминают лозунги или рекламные слоганы. Есть песня о компьютерной игре Warcraft III. Или песня, повествующая о том, как один из участников группы страдал от диареи во время поездки в Крым. Также есть песня о платных туалетах Санкт-Петербурга.
На обложке изображён самолёт F-16. Также в буклете альбома можно встретить изображение боевого вертолёта класса «Апач».

## Отзывы критиков
| Оценки критиков | Оценки критиков |
| Источник        | Оценка          |
| --------------- | --------------- |
| Dark City       | [ 1 ]           |
| Rockcor         | [ 2 ]           |

По словам рецензента из Dark City, тематика песен коллектива выделяет их от большинства других групп, которые «способны лишь на прямое цитирование учебников по гнойной хирургии и гистологии».
Сергей Сухоруков из Rockcor отметил «великолепное» качество записи альбома, что нетипично для российских грайндкор-коллективов. Каждая нота ему кажется «вылизанной». Он утверждает, что «…драйва и мощи в каждой из …[композиций] хватит на то, чтобы окончательно уничтожить ваши динамики и снести вашу „крышу“, всерьёз и надолго». Ударные и гитары, по словам рецензента из Dark City, звучат «мощно и естественно». Он порекомендовал альбом всем любителям «оригинальной» и «техничной» музыки, отметив, что обязательно наличие юмора. Рецензент из Rockcor называет коллектив «королями» российского грайндкора.

## Список композиций
| №   | Название                   | Длительность |
| --- | -------------------------- | ------------ |
| 1.  | «Kings Of Grind»           | 3:36         |
| 2.  | «All Inclusive»            | 1:43         |
| 3.  | «Lost Temple»              | 3:17         |
| 4.  | «Public Toilets»           | 1:29         |
| 5.  | «Chaos In The Room»        | 2:11         |
| 6.  | «Kimmeria Dysenteria»      | 1:48         |
| 7.  | «Zoodismemberer»           | 2:41         |
| 8.  | «Minor Threat»             | 1:08         |
| 9.  | «Talk About Life»          | 1:49         |
| 10. | «Master Of False»          | 0:53         |
| 11. | «Blind Rage»               | 0:51         |
| 12. | «Song 1 (2003)»            | 3:28         |
| 13. | «First Spring Storm»       | 1:38         |
| 14. | «Blues 1»                  | 2:06         |
| 15. | «The Epic Northern Cruise» | 3:12         |

## Участники записи
Necrobass
- Kub — вокал, ударные
- Mangler — бас-гитара, электрогитара

Дополнительный персонал
- Аркадий Навахо — продюсирование, запись, микширование
- Марина Полякова — обложка и логотип